# Bengalgeier
Der Bengalgeier (Gyps bengalensis, oft auch Pseudogyps bengalensis) ist ein Greifvogel aus der Unterfamilie der Altweltgeier (Aegypiinae).
Der Bengalgeier gilt als Beispiel für eine ursprünglich häufige Art, deren Population plötzlich und ohne Warnung zusammenbricht und die dadurch an den Rand des Aussterbens gerät. Noch gegen Ende der 1980er Jahre war der Bengalgeier auf dem Indischen Subkontinent und von Nepal bis Pakistan häufig. Innerhalb von 15 Jahren kam es jedoch zu einem Bestandsrückgang von 99,9 Prozent.

## Merkmale
Der Bengalgeier ähnelt dem Gänsegeier (Gyps fulvus), ist allerdings etwas kleiner. Der nackte Kopf und Hals sind graublau bis dunkelblau gefärbt, der Hinterkopf und die Rückseite des Halses sind eher dunkler als die Vorderseite. Der Bauch ist heller und besitzt vereinzelt weiße Federn. Die Halskrause ist schneeweiß bis hellgrau. Die Länge eines Bengalgeiers kann bis zu 95 cm betragen, während das Gewicht zwischen 3,5 und 5,5 kg liegt. Seine Flügelspannweite liegt bei etwa 210 cm bis 280 cm.

## Nahrung und Jagd
Der Bengalgeier ist ein reiner Aasfresser. Oft versammeln sich große Gruppen mit mehr als 50 Geiern bei Tierkadavern, um zu fressen. Dabei verschlingen sie alles, selbst Knochen. Manchmal überfressen sich die Vögel und können kaum oder gar nicht vom Boden abheben.

## Fortpflanzung
Die Brutzeit dauert von Oktober bis Februar. Die Geier brüten in Kolonien von 20 bis 40 Paaren auf hohen Bäumen. Die Anzahl der weißlich-grünen Eier liegt bei einem bis zwei. Der Brutvorgang, an dem sich beide Elternteile beteiligen, kann 40 bis 55 Tage dauern. Die Nestlingsdauer der Jungvögel beträgt weitere 80 bis 90 Tage.

## Verbreitung und Bedrohung

Orange:Verbreitung des Bengalgeiers
Lila:Verbreitung des Dünnschnabelgeiers
Hellblau:Verbreitung des Schmalschnabelgeiers
Die Bestände aller drei Arten gingen auf Grund des Einsatzes von Diclofenac zurück

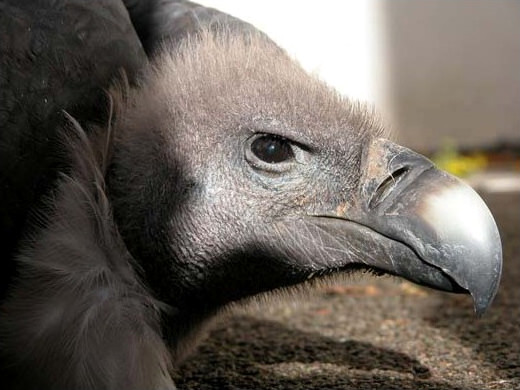
Kopf eines Bengalgeiers

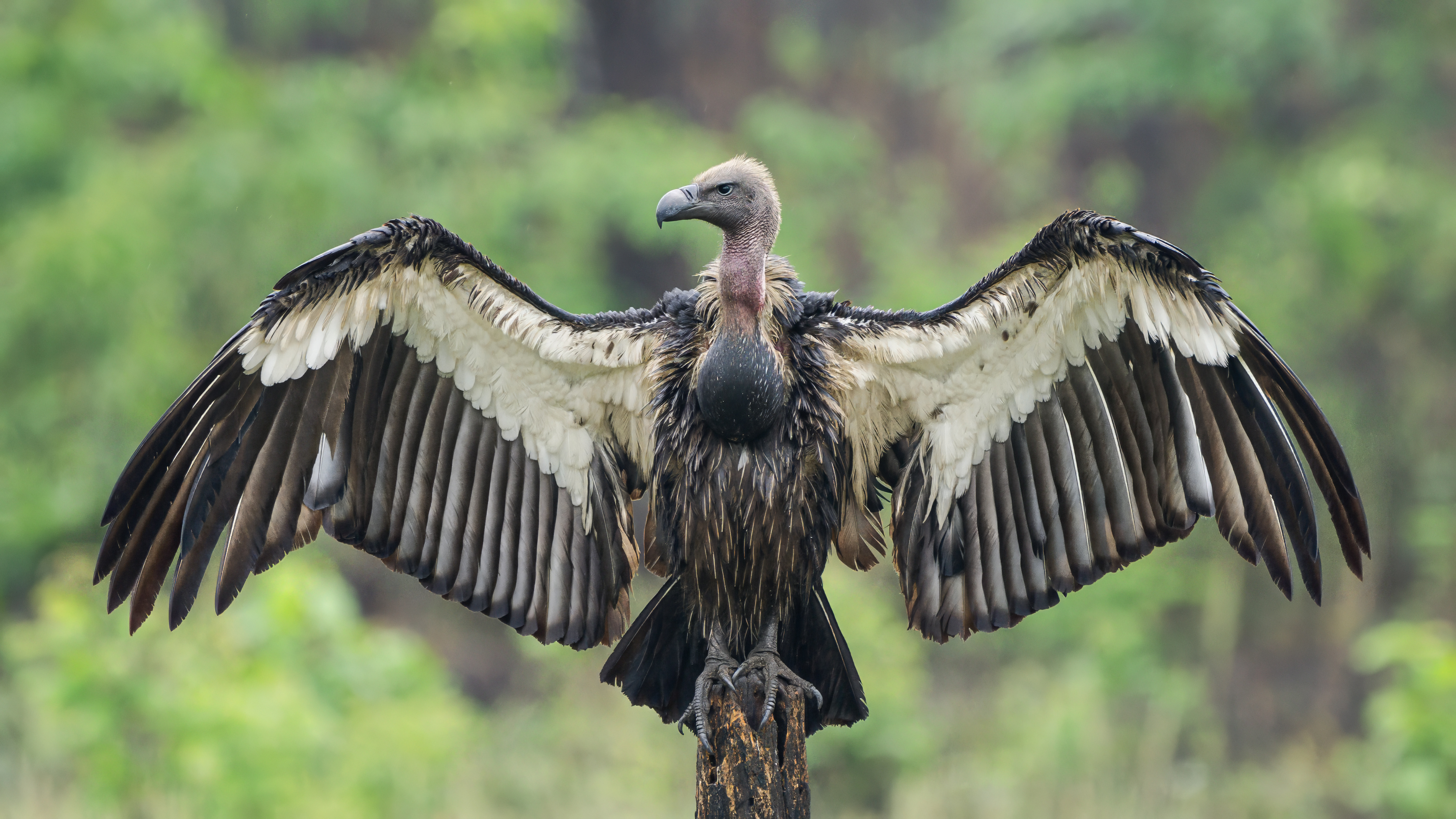
Ein Bengalgeier spannt seine Flügel.

Bengalgeier leben in Myanmar, Indonesien, Indien, Südostasien, Afghanistan und Südwestchina. Sie bevorzugen offene Baumlandschaften und bilden mit anderen Geierarten verschiedene Gruppen. Ihre Lebenserwartung liegt bei 20 bis 25 Jahren; die Art ist nach dem Status der IUCN gefährdet. Der Bestand ist seit 1993 um 99,9 Prozent eingebrochen. Erste Anzeichen für einen auffallenden Bestandsrückgang kamen aus dem Keoladeo-Nationalpark im indischen Bundesstaat Rajasthan. In diesem südlich von Delhi gelegenen Nationalpark war die Art ursprünglich sehr häufig. In der Brutsaison 1987–1988 zählte man noch 353 Horste mit Brutpaaren. 1996–1997 gab es plötzlich nur 150 Horste, 1998–1999 nur noch zwanzig und im Jahr 2003 war der Bengalgeier in diesem Nationalpark ausgestorben. Mehrere Teams der Bombay Natural History Society begannen sehr früh, die Situation der Geier in anderen Teilen Indiens zu untersuchen, und mussten feststellen, dass der Rückgang auch in anderen Gebieten zu verzeichnen war. Bis 2007 starben vermutliche mehrere Millionen Geier; der Bestand an Bengalgeiern war auf möglicherweise nur noch 2500 Individuen zurückgegangen. Vom Bestandsrückgang betroffen waren auch mehrere andere asiatische Geierarten wie beispielsweise der Dünnschnabelgeier.
Zunächst wurde vermutet, dass die Geier an einer Infektionskrankheit gestorben waren. Bei Untersuchungen von Gewebeproben entdeckte man jedoch als Ursache des Geiersterbens den Wirkstoff Diclofenac. Diclofenac ist ein entzündungshemmendes Medikament, mit dem verletzte Hausrinder häufiger behandelt wurden. Starb ein solches Rind und fraßen Geier von dem Kadaver, erlitten die Geier ein tödliches Nierenversagen. Diclofenac wird in ganz Südasien routinemäßig eingesetzt; problematisch erwies sich seine Verwendung vor allem dort, wo es Anhängern des Hinduismus verboten ist, Rindfleisch zu verzehren. In diesen Regionen wird ein totes Rind gewöhnlich am Sterbeort liegengelassen, wo es dann von den Geiern gefressen wird.

## Schutzmaßnahmen
Die Verwendung von Diclofenac in der Tiermedizin wurde sowohl in Nepal als auch in Indien sehr rasch verboten, nachdem man seine schädliche Wirkung auf die Geier erkannt hatte. Dazu trug wesentlich bei, dass mit dem Rückgang der Geier die Rattenpopulation und die Zahl kadaververzehrender verwilderter Hunde und damit auch die Zahl von Tollwutfällen bei Menschen stark anstieg. Es stand außerdem ein anderes entzündungshemmendes Mittel, nämlich Meloxicam, zur Verfügung, das allerdings etwas teurer war. Trotz des Verbotes wird deshalb Diclofenac in Südasien immer noch eingesetzt.
Die Bombay Natural History Society und die britische Royal Society for the Protection of Birds begannen ein Nachzuchtprogramm. 2007 schlüpften in Nachzuchtstationen in Haryana die ersten Bengalgeierküken. Als weitere Schutzmaßnahme werden auf offenem Gelände giftfreie Kadaver ausgelegt. Versucht wird, die noch verbliebenen Geier an diese Futterplätze zu gewöhnen und sie an diese Plätze zu binden, bis Diclofenac aus dem Naturkreislauf verschwunden ist. Solche Futterplätze werden derzeit in Nepal und Kambodscha betrieben, wo die Geierbestände weniger stark von der Arzneimittelvergiftung betroffen waren und gleichzeitig ein Futtermangel den Bruterfolg negativ beeinflusste.